# Robert Desjarlais
Robert Desjarlais (1907 - 1987) est considéré comme le père de l’escrime au Québec.
Il fut aussi le premier professeur titularisé du Conservatoire d'art dramatique de Montréal.

## Biographie
Étudiant au Collège Saint-Laurent, il dévore des romans de cape et d'épée d’où naît sa passion pour l’escrime. À la fin des années 1920, il fonde avec quelques amis un club d’escrime nommé Les Mousquetaires. Bien qu’amateur, le club devient de plus en plus structuré et Robert Desjarlais remporte le championnat des novices au fleuret en 1938. En 1943, il incite la Palestre nationale à créer un club d’escrime où il enseignera plus de trente ans, contribuant à la formation des meilleurs escrimeurs du pays. En 1946, il est champion du Québec au fleuret et au sabre et il est élu président de la Province of Quebec Fencing Association.
En 1948, il participe aux Jeux olympiques de Londres et en 1949, il obtient le deuxième rang sur la scène canadienne. Il va deux fois aux Jeux du Commonwealth, en Nouvelle-Zélande (1950) et à Vancouver (1954). Il fonde, en 1954, l’Académie des Armes du Québec. Il s’emploie au fil des ans à établir les structures sur lesquelles le monde de l’escrime québécoise se construit. 
Il règle les combats de nombreux spectacles de théâtre et de ballet, tant sur scène qu’à la télévision, notamment ceux du Roi Lear, de Roméo et Juliette et de Cyrano de Bergerac. 
De 1954 à 1973, il enseigne aux Conservatoires d'art dramatique de Montréal et de Québec, où il devient le premier professeur à obtenir la permanence d’emploi. Il enseigne également dans plusieurs universités ainsi qu’au niveau collégial, communiquant aux jeunes sa passion pour l’escrime. 
Membre du Temple de la Renommée des sports du Québec, récipiendaire du trophée Baron-de-Coubertin, intronisé au Panthéon de l’escrime à titre de bâtisseur, reconnu pour sa compétence, son dévouement, son amour de l’escrime et des arts, maître Desjarlais ne put vivre exclusivement de son métier. Il travailla de longues années à Postes Canada où il devint maître de poste.